# All I Need (The Temptations)
All I Need is een single van de Amerikaanse mannengroep The Temptations uit april 1967. Het is de tweede single afkomstig van hun album tijdens het "Classic 5" tijdperk, de periode dat de groep uit Melvin Franklin, Paul Williams, Otis Williams, Eddie Kendricks en David Ruffin bestond, With a Lot o' Soul. Het behaalde de top 10 op de Amerikaanse poplijst en de tweede plaats van de R&B lijst. Daarnaast was het een van succesvolste singles van The Temptations in Canada.
All I Need is een van de weinige singles van de groep waaraan, na het succes van Ain't Too Proud to Beg, niet werd meegeschreven door Norman Whitfield. In plaats van hem kreeg zijn leerling Frank Wilson de kans. Hij werkt aan het nummer samen met Eddie Holland, bekend van Holland-Dozier-Holland, en met R. Dean Taylor, later bekend van de hit Indiana Wants Me. Doordat het nummer niet geschreven of geproduceerd is door Whitfield verscheen het niet op het album Greatest Hits Vol. 2 van The Temptations. Hier verschenen namelijk alleen nummers van Whitfield op.
Het onderwerp van het nummer is dat de verteller, leadzanger David Ruffin in dit geval, aan zijn geliefde opbiecht dat hij vreemd is gegaan. Verder hoopt hij dat zij hem vergeeft en dat ze samen weer verder in hun relatie kunnen gaan.
De B-kant van de single is Sorry Is a Sorry Word, geschreven door Eddie Holland en Ivy Jo Hunter. Het was de laatstgenoemde die het produceerde.

## Bezetting
- Lead: David Ruffin
- Achtergrond: Eddie Kendricks, Paul Williams, Melvin Franklin en Otis Williams
- Instrumentatie: The Funk Brothers
- Schrijvers: Frank Wilson, Eddie Holland en R. Dean Taylor
- Productie: Frank Wilson